# Oxamniquin
Oxamniquin ist ein Anthelminthikum mit schistosomicidaler Aktivität gegen Schistosoma mansoni, aber nicht gegen andere Schistosoma spp. Es ist ein potenter Einzeldosis-Arzneistoff zur Behandlung von Infektionen beim Menschen. Es bringt die Würmer dazu, von den Mesenterialvenen in die Leber zu wandern, wo die männlichen Würmer verbleiben. Die weiblichen Würmer kehren zum Mesenterium zurück, sind jedoch nicht mehr in der Lage, Eier zu legen.

## Stereochemie
Oxamniquin enthält ein Stereozentrum und besteht aus zwei Enantiomeren. Hierbei handelt es sich um ein Racemat, also ein 1:1-Gemisch von (R)- und der (S)-Form:
| Enantiomere von Oxamniquin | Enantiomere von Oxamniquin |
| -------------------------- | -------------------------- |
| (R)-Form                   | (S)-Form                   |